# ローソン石
ローソン石（ローソンせき、英: Lawsonite）は化学式CaAl2Si2O7(OH)2·H2Oで表されるカルシウムとアルミニウムを含む含水ソロケイ酸塩鉱物である。直方晶系で角柱状や平板状の晶癖を持つ。双晶が見られることが多い。透明から半透明の無色、白色、青灰色、またはピンクがかった灰色の結晶で、ガラス光沢または脂肪光沢がある。屈折率はnα=1.665, nβ=1.672 - 1.676, nγ=1.684 - 1.686である。薄片にしたときの色は典型的にはほぼ無色だが、無色から淡黄色、淡青色の多色性をもつものもある。モース硬度は8、比重は3.09である。2方向に完全なへき開を持ち、脆性破壊する。
ローソン石は青色片岩相の典型的な変成鉱物で、変質した斑れい岩や閃緑岩中の二次鉱物としても生成する。緑簾石、チタン石、藍閃石、柘榴石、石英と共に産する。稀にエクロジャイト中にも見られる。
ローソン石は1895年アメリカのカリフォルニア州マリン郡のティブロン半島で発見、報告された。ローソン石という名称はカリフォルニア大学の地質学者アンドリュー・ローソンにちなみ、ローソンの教え子の大学院生Charles PalacheとFrederick Leslie Ransomeにより命名された。

## 組成
ローソン石は緑廉石グループと関連する組成、構造を持つ変成鉱物である。灰長石CaAl2Si2O8に水を加えた組成だが、ローソン石のほうが密度が高くAlの結合様式が異なる (Comodi et al., 1996)。ローソン石が分解するときにかなりの量の水が放出される。これはローソン石が沈み込む先に大量の水を運べることを意味する (Clark et al., 2006)。水を運ぶ能力に影響を与えるのは温度と圧力が変化したときの応答なので、蛇紋石、滑石、フェンジャイト、十字石、緑簾石のような含水鉱物と同様に、温度圧力条件を変える実験が最もよく行われている (Comodi et al., 1996)。

## 産出
ローソン石は非常に広範に分布し、主に環太平洋火山帯などの沈み込み帯で生じる (Clark et al., 2006).。

## 結晶構造
ローソン石と灰長石は組成が似ているが、構造は大きく異なる。灰長石は(Al, Si)O4四面体の構造をとるが、ローソン石はAlを含む八面体を持ち、Si2O7、H2Oと(O, OH, F)、および4配位以上の陽イオンからなる空間群Cmcmの鉱物である。ローソン石は緑簾石グループと非常に近い構造を持つ。結晶に含まれるカルシウムと水分子は2つのAl八面体と2つのSi2O7からなる環の中にある。OH基はAl八面体につながっている (Baur, 1978)。

## 物性
ローソン石は直方晶系の晶癖（細長い角柱状や卓状）を持ち、2方向に完全なへき開がある。透明から半透明の結晶で、白色、淡青色、無色で、ガラス光沢や脂肪光沢を持つ。比重は3.1g/cm3、モース硬度は7.5である。偏光顕微鏡のオープンニコルではローソン石は青色、黄色、および無色に見える。屈折率はnα=1.665, nβ=1.672 - 1.676, nγ=1.684 - 1.686で、複屈折度δ = 0.019 - 0.021である。二軸性正号結晶である。

## 指標鉱物
ローソン石は高圧条件の指標鉱物として使える変成鉱物である。変成鉱物はある温度、圧力以上でなければ生成されないため、変成岩中に存在する鉱物から最低温度と最低圧力が決定できる。
ローソン石は低温高圧条件で生成することが知られており、冷たい海洋地殻が海溝からマントルに沈み込む場所で最も一般的に見られる (Comodi et al., 1996)。スラブ（海洋プレートが沈み込んだ部分）の初期の温度が低く、流体が同時に沈み込むため周囲のマントルより温度が低くなり、低温高圧の条件が達成される。藍閃石、藍晶石、灰簾石は青色片岩相の主要鉱物でありローソン石と共存することが多い (Pawley et al., 1996)。この鉱物組み合わせは青色片岩相の指標となる。